# Rebecca Night
Rebecca Night (* 13. Juli 1985 in Poole, England) ist eine britische Schauspielerin. 

## Leben
Rebecca Night wurde am Rose-Bruford-College in Sidcup zur Schauspielerin ausgebildet. Ab 2005 wurde sie als Theaterschauspielerin im Vereinigten Königreich tätig. Landesweit bekannt wurde sie mit der Hauptrolle im BBC-Zweiteiler Fanny Hill. 2009 spielte sie als „Catherine“ im TV-Zweiteiler Wuthering Heights mit.
Sie ist seit 2010 mit dem britischen Theater- und Filmschauspieler Harry Hadden-Paton verheiratet und hat mit ihm zwei Töchter.

## Filmografie (Auswahl)
- 2007: Fanny Hill (Zweiteiler)
- 2008: Framed
- 2008: Caught in a Trap
- 2009: Wuthering Heights (Zweiteiler)
- 2009: Lark Rise to Candleford (Fernsehserie, 4 Folgen)
- 2010: Law & Order: UK (Fernsehserie, Folge 4x03)
- 2009: The Courageous Heart of Irena Sendler
- 2011: Rosamunde Pilcher – Vier Frauen
- 2012: Gefährliche Begierde (Suspension of Disbelief)
- 2012–2013: Starlings (Fernsehserie, 16 Folgen)
- 2013: Cold
- 2015: Dartmoor Killing
- 2016: Agatha Raisin (Fernsehserie, Folge 1x01)
- 2022: Sandman (Fernsehserie, Folge 1x06)
- 2022: Inspector Barnaby (Midsomer Murders, Fernsehserie, Folge 23x03)